# اقتصاد مخطط مركزيا

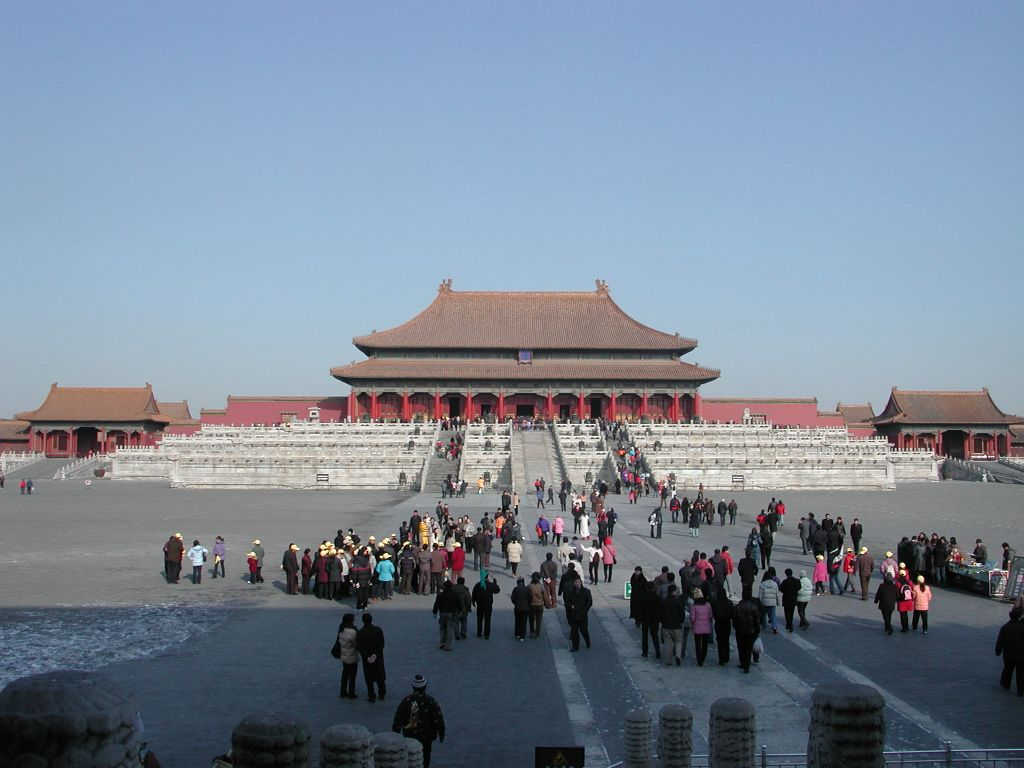

الاقتصاد المخطط أو اقتصاد التخطيط المركزي (بالإنجليزية: Planned economy) هو نوع من الأنظمة الاقتصادية يجري فيه الاستثمار والإنتاج وتخصيص السلع الرأسمالية على وفق خطط اقتصادية وإنتاجية على نطاق اقتصادي. قد يستخدم الاقتصاد المخطط أشكالًا مركزية، أو لامركزية، أو تشاركية أو سوفيتية من التخطيط الاقتصادي. يتوقف مستوى المركزية أو اللامركزية في ما يتعلق بصنع القرار والمشاركة على نوع آلية التخطيط الُمستخدمة.
استخدمت الدول الاشتراكية المرتكزة على النموذج السوفيتي التخطيط الاقتصادي، مع أن أقلية مثل جمهورية يوغوزلافيا الاشتراكية الاتحادية اعتمدت اشتراكية السوق إلى درجةٍ معينة. تحل الاشتراكية الداعية إلى إلغاء السوق محل سوق عناصر الإنتاج بالحساب المباشر كوسيلة لتنسيق أنشطة مختلف المؤسسات الاقتصادية المملوكة اجتماعيًا والتي تشكل الاقتصاد. يرجع أصل أحدث نُهج التخصيص والتخطيط الاشتراكيَين إلى بعض الاقتصاديين وعلماء الحاسوب الذين اقترحوا استخدام آليات التخطيط القائمة على التقدم المحرز في علم الحاسوب وتقانة المعلومات.
تتناقض الاقتصاديات المخططة مع الاقتصاديات غير المخططة، خصوصًا في ما يتعلق باقتصاديات السوق، حيث تتخذ الشركات المستقلة العاملة في الأسواق قرارات بشأن الإنتاج والتوزيع والتسعير والاستثمار. هناك عدة تسميات مختلفة تُطلق على اقتصاديات السوق التي تستخدم التخطيط التأشيري منها اقتصاديات السوق المخطط، والاقتصاديات المختلطة واقتصاديات السوق المختلطة. يتبع الاقتصاد الموجه نظام توجيه إداري ويستخدم التخطيط الاقتصادي السوفيتي الذي كان يمثل سمةً من سمات الاتحاد السوفيتي والكتلة الشرقية السابقين قبل أن تتحول معظم هذه الدول إلى اقتصاديات السوق. وهذا يبرز الدور المركزي للإدارة الهرمية وملكية الإنتاج العامة في توجيه تخصيص الموارد في هذه النظم الاقتصادية.
يعارض العديد من الاشتراكيين التخطيط المركزي كأساس اقتصادي للاشتراكية، كالتروتسكيين والاشتراكيين الديمقراطيين والاشتراكيين التحرريين والأناركيين، حيث يفضلون التخطيط الديمقراطي اللاممركز
بينما يعارض الديمقراطيون الاشتراكيون الاقتصاد المخطط من الأساس ويدعون إلى نموذج الاقتصاد المختلط.
في الاقتصاد الموجَه، تتخذ السلطات الحكومية قرارات التخصيص المهمة التي يفرضها القانون. الأمر الذي يتنافى مع الفهم الماركسي حول التخطيط الواعي. اقتُرح التخطيط اللامركزي كأساس للاشتراكية ونادى به اللاسلطويون، وشيوعيو المجالسية، والماركسيون الليبرتاريون وغيرهم من الاشتراكيين الليبرتاريين والديمقراطيين الذين يدعون بشكلٍ غير سوقي من أشكال الاشتراكية، مع رفض تام لنوع التخطيط المُتبع في اقتصاد الاتحاد السوفيتي.

## لمحة عامة
في العصر الهلنستي وما بعد الهلنستي، «كان تخطيط الدولة الإلزامي أكثر المظاهر التجارية تميزًا في الريف المصري، والهند الهلنستية، وبدرجة أقل في مناطق السلوقيين الأكثر بربرية، وبيرغامون، وجنوب شبه الجزيرة العربية، والإمبراطوريات الفرثية». قال العلماء إن اقتصاد إمبراطورية إنكا هو نوع مرن من أنوع الاقتصاد الموجَه، إذ كان يتمحور حول حركة العمل والاستفادة منه بدلًا من السلع. وتعتبره إحدى وجهات نظر الإتجارية اقتصادًا مخططًا.
ظهر الاقتصاد المخطط على الطريقة السوفيتية مع قيام نظام الشيوعية الحربية في عام 1918 واختفى في عام 1921، عندما أسست الحكومة السوفيتية غوسبلان في عام 1921. إلا أن تلك الفترة شهدت تدخل السياسة الاقتصادية الجديدة قبل أن بدأ تنفيذ الخطط الخمسية في عام 1928.  كانت التوجيهية، أو توجيه الحكومة للاقتصاد بوسائل غير قسرية، تُمارس في فرنسا وبريطانيا العظمى بعد الحرب العالمية الثانية. خططت الحكمة السويدية نماذج إسكان عام بطريقة مماثلة للتخطيط الحضري في مشروعٍ يحمل اسم برنامج المليون، الذي نُفذ خلال الفترة المحصورة بين عامي 1965 و1974. تم تنفيذ جزء من المشاركة اللامركزية في التخطيط الاقتصادي في جميع أنحاء إسبانيا الثورية، وعلى الأخص في كاتالونيا، أثناء قيام الثورة الإسبانية لعام 1936.

### علاقته بالاشتراكية
في حين أن الاشتراكية لا تُعد مرادفًا من مرادفات التخطيط الاقتصادي أو مفهوم الاقتصاد المخطط، فإن الفكرة المؤثرة النابعة من الاشتراكية تنطوي على استبدال أسواق رأس المال بشكلٍ من أشكال التخطيط الاقتصادي من أجل تحقيق تنسيق الاقتصاد المسبق. والهدف من هذا النظام الاقتصادي هو فرض سيطرة السكان الواعية على الاقتصاد، لكي يتحكم المنتجون على وجه الخصوص باستخدام فائض الناتج. تُعد أشكال التخطيط المحددة المُقترحة للاشتراكية وإمكانية تنفيذها موضوع نقاش مناظرة الحساب الاشتراكي.

## التخطيط المركزي

### ميزاته
يمكن للحكومة أن تسخر الأراضي والأيدي العاملة ورأس المال لخدمة أهداف الدولة الاقتصادية. ومن الممكن كبح الطلب الاستهلاكي لصالح زيادة الاستثمار الرأسمالي من أجل تحقيق التنمية الاقتصادية على النحو المرغوب. وفي المقارنات العالمية، فقد رجحت كفة ميزان الدول الاشتراكية على الدول الرأسمالية من حيث المؤشرات الصحية كمعدل الوفيات الرضع ومتوسط العمر المتوقع. ولكن حقيقة هذا، على الأقل فيما يتعلق بمعدل الوفيات الرضع، تختلف اعتمادًا على ما إذا كانت الإحصاءات السوفيتية الرسمية أو تعريفات منظمة الصحة العالمية قد استُخدمت.
بمقدور الدولة البدء في إنشاء صناعة ثقيلة على الفور وهي تمر في اقتصادٍ متخلف دون انتظار سنوات حتى يتراكم رأس المال باللجوء إلى التوسع في الصناعة الخفيفة ودون اعتمادٍ على التمويل الخارجي. فهذا ما حدث في الاتحاد السوفيتي في ثلاثينيات القرن العشرين عندما أمرت الحكومة بتقليص حصة من الدخل القومي الإجمالي المخصص للاستهلاك الخاص من ثمانين بالمائة إلى خمسين بالمائة. نتيجةً لهذا التطور، شهد الاتحاد السوفيتي نموًا هائلًا في الصناعة الثقيلة، مع وجود انكماش هائل في قطاعه الزراعي بسبب نقص العمالة، من حيث القيمة النسبية والمطلقة.

### عيوبه

#### انعدام الاستقرار الاقتصادي
وجدت دراسات أجراها خبراء اقتصاديون من أوروبا الشرقية وأمريكا حول الاقتصادات الموجهة في الكتلة الشرقية في خمسينيات وستينيات القرن العشرين أنه على عكس توقعات كلا المجموعتين، فقد أظهرت تقلبات أكبر في الناتج مقارنةً باقتصاديات السوق خلال نفس الفترة.

#### توزيع الموارد غير الفعال
يرى منتقدو الاقتصادات المخططة أنه ليس بمقدور المخططين الكشف عن تفضيلات المستهلك ونواقصه وفوائضه بقدر كاف من الدقة، وبالتالي لا يمكنهم تنسيق الإنتاج بصورةٍ فعالة (في اقتصاد السوق، يهدف نظام الأسعار الحرة إلى خدمة هذا الغرض). تميز في الكتابة عن هذه الصعوبة الخبيران الاقتصاديان لودفيج فون ميزس وفريدرش فون هايك، اللذان أشارا بشكل غير مباشر إلى جوانب المشكلة الظاهرة بوضوح التي تتمثل بمشكلة الحساب الاقتصادي ومشكلة المعرفة المحلية.
في حين شدد الأول على دعائم اقتصاد السوق النظرية لصالح النظرية ذاتية القيمة مع مهاجمته نظريات قيمة العمل، زعم الأخير بأن السبيل الوحيد لإرضاء الأفراد الذين يتغير هرم احتياجاتهم باستمرار والذين ينفردون بظروفٍ خاصة هو بالسماح لذوي المعرفة الأكبر باحتياجاتهم بأن يتمتعون بالقدرة على استخدام مواردهم في سوقٍ منافِسة لتلبية احتياجات أكبر عدد من المستهلكين بكفاءةٍ عالية. تُعرف هذه الظاهرة باسم النظام العفوي. إضافةً إلى ذلك، فمن الطبيعي أن ينتج سوء تخصيص الموارد عن إعادة توجيه رأس المال بعيدًا عن الأفراد ذوي المعرفة المباشرة توجيهًا مراوغًا إلى أسواق يؤثر فيها الاحتكار القسري على مجريات العمل، مع تجاهل إشارات السوق. ووفقًا لما قاله تيبور ر ماشان، «من دون وجود سوق تتماشى فيه التخصيصات مع قانون العرض والطلب، فمن الصعب إن لم يكن من المستحيل التحكم بالموارد على وفق الأهداف والتفضيلات البشرية الفعلية.